# Manuel Mas i Ribó
Manuel Mas i Ribó (Barcelona, 26 de febrer del 1946 - Andorra la Vella, 30 de juliol del 2001), fou un advocat, polític i escriptor andorrà.

## Biografia
Es llicencià en dret per la Universitat de Barcelona. Va exercir com advocat des del 1976. Fou membre del Col·legi d'Advocats d'Andorra des del 1984.
Fou redactor d'una revista esportiva a Barcelona i va col·laborar en nombroses publicacions periòdiques catalanes, com la revista Tele/Estel.
Va ocupar funcions oficials com a secretari adjunt del batlle episcopal (1973-1974), secretari general del Consell General (1975-1980) i a la secretaria general del Govern d'Andorra (1981-1983). Fou Conseller General per la Coalició Nacional Andorrana (1994-1995) i el seu vot va facilitar la investidura de Marc Forné com a cap de Govern. Fou també Ministre de Relacions Exteriors (des del desembre del 1995 al març del 1997), ambaixador a la Santa Seu (des del maig del 1998) i a Irlanda (des del 1999) fins a la seva mort.
Fou comissari de les exposicions culturals de Lisboa, l'any 1998, i Hannover, l'any 2000.
Va participar en diverses publicacions periòdiques com ara el Diari d'Andorra, Andorra 7, El Periòdic d'Andorra o el Poble Andorrà, que ajudà a posar en marxa l'any 1974. Com a escriptor va col·laborar en diverses publicacions i fou creador de l'editorial Serra Airosa, conjuntament amb l'Antoni Morell, Joan Rosanas, Francesc Grau, Amadeu Grau i Toni Sementé.
Morí a l'Hospital Nostra Senyora de Meritxell el 30 de juliol del 2001, als 55 anys. La missa funeral se celebrà a l'església parroquial de Sant Julià de Lòria l'endemà. Posteriorment fou traslladat a Terrassa per ésser incinerat. El Govern d'Andorra decretà dos dies oficials de dol, i que les banderes dels edificis oficials onegessin a mitja asta.

## Llegat
El 27 de setembre del 2017, el Centre d'Estudis Històrics i Polítics, una secció de l'Institut d'Estudis Andorrans, anuncià la creació de la beca d'investigació Manuel Mas de recerca en ciències polítiques, per a estudiants universitaris o graduats recents que vulguin aprofundir en temàtiques de caràcter andorrà.

## Obres
- 1977 L'Estat andorrà : recull de textos legislatius i constitucionals d'Andorra. Amb Jaume Bartumeu i Antoni Morell. Andorra: Secretariat del Congrés de Cultura Catalana a Andorra
- 1980 El Consell General (1682-1979) : recull cronològic dels patricis andorrans. Amb Lídia Armengol i Antoni Morell.
- 1983 Agustí Bartra a Andorra. Andorra: Serra Airosa
- 1983 Politar andorrà. Amb Lídia Armengol, Antoni Morell i Marc Vila. [Andorra: Govern d'Andorra. Conselleria d'Educació i Cultura]. Guardonada amb el premi literari Andorra 700 en la Nit Literària Andorrana.
- 1988 Mútua Elèctrica, 75 anys : recull informatiu i històric. Andorra: Mútua Elèctrica de Sant Julià de Lòria